# Pacyfikacja wsi Torzeniec
Pacyfikacja wsi Torzeniec – zbrodnia wojenna popełniona przez niemiecki Wehrmacht podczas kampanii wrześniowej 1939 roku. W dniach 1–2 września 1939 żołnierze niemieckiej 10 Dywizji Piechoty zamordowali w Torzeńcu 37 osób, a samą wieś częściowo spalili.

## Masakra w nocy z 1 na 2 września
1 września 1939 około godziny 19:00 do Torzeńca wkroczyli żołnierze niemieckiego 41 pułku piechoty (wchodził on w skład 10 Dywizji Piechoty). Początkowo Niemcy zachowywali się poprawnie. Wezwali mieszkańców wsi do zachowania spokoju, zapewniając jednocześnie, że nie grozi im żadne niebezpieczeństwo. W międzyczasie przez Torzeniec nieustannie przechodziły kolumny niemieckiego wojska.
Około godziny 23:00 we wsi wybuchła gwałtowna strzelanina, w wyniku której zginęło trzech niemieckich żołnierzy, a czterech odniosło rany. Z najwyższym trudem udało się powstrzymać wybuch paniki w niemieckich oddziałach. Żołnierze byli przekonani, że padli ofiarą ataku polskich partyzantów wspieranych przez ludność Torzeńca. Twierdzono, że w strzelaninie wzięli udział „wszyscy mieszkający we wsi mężczyźni, a w pojedynczych przypadkach – jak ustalono ponad wszelką wątpliwość – nawet kobiety”. Oficjalna niemiecka wersja wydarzeń, którą przedstawiono w dzienniku wojennym 41 pułku piechoty, zawiera jednak wiele sprzeczności. Z jednej strony raportowano bowiem o udziale „całej wsi” w napaści na niemieckich żołnierzy, aby w innym miejscu stwierdzić, że w ciemności „nie można było odróżnić naszych żołnierzy od nieprzyjaciela”. W pierwszych meldunkach nie pojawiła się informacja o schwytaniu na gorącym uczynku jakiegokolwiek Polaka z bronią w ręku. Na terenie Torzeńca nie znaleziono także broni lub amunicji. Dopiero w jednym z późniejszych raportów zameldowano o odnalezieniu rzekomego sprawcy strzelaniny, którym miała się okazać nie wymieniona z nazwiska „osoba cywilna”. Z tego względu zarówno polscy, jak i niemieccy historycy uważają, że strzelanina została najprawdopodobniej wywołana przez niedoświadczonych niemieckich rekrutów, którzy w nocnych ciemnościach przez pomyłkę ostrzelali się wzajemnie.
Jeszcze tej samej nocy niemieccy żołnierze przystąpili do pacyfikacji wsi. Chłopskie chaty podpalano i obrzucano granatami, a uciekających w panice ludzi rozstrzeliwano lub zakłuwano bagnetami. W ten sposób zginęło ośmioro mieszkańców Torzeńca, m.in. trzyosobowa rodzina Pietrzaków. Kolejnych osiem osób (kobiety i dzieci z rodzin Kuberów, Muskałów i Wieczorków) spłonęło żywcem w podpalonej przez Niemców stodole. Tej nocy zginęło łącznie 16 mieszkańców Torzeńca – w tym pięć kobiet oraz sześcioro dzieci. Wiek ofiar wahał się od 6 miesięcy do 75 lat.

## „Sąd polowy”

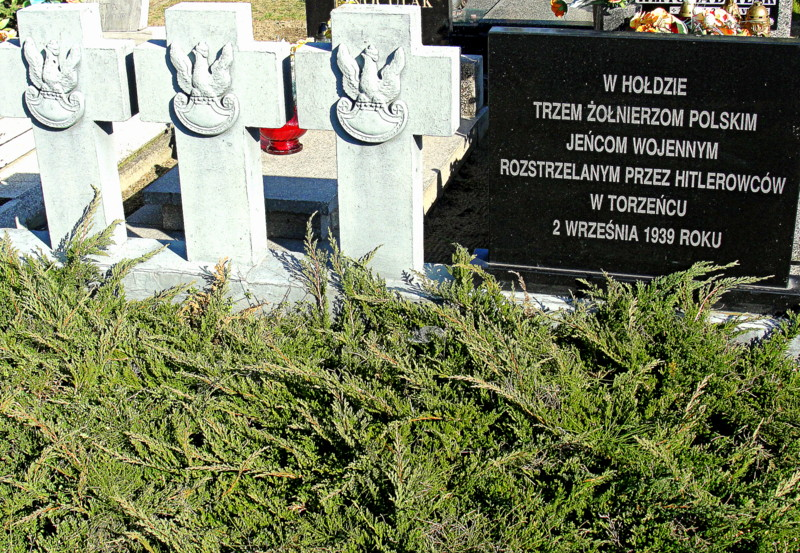
Mogiła zamordowanych jeńców. Cmentarz w Wyszanowie

Następnego dnia dowódca 41 pułku piechoty, pułkownik Friedrich Gollwitzer, postanowił przeprowadzić we wsi „radykalną czystkę i akcję odwetową”. Wszystkich mieszkańców Torzeńca, nie wyłączając kobiet i dzieci, spędzono nieopodal gospodarstwa Teofila Baślaka, gdzie znajdował się centralny punkt wsi. Po drodze ciężko postrzelono 43-letnią Marię Stambułę, która zdaniem Niemców zbyt wolno szła na miejsce zbiórki. Na miejscu żołnierze oddzielili mężczyzn od kobiet i dzieci. Następnie oznajmiono, że sąd doraźny skazał na karę śmierci wszystkich mężczyzn z Torzeńca. Należy przy tym odnotować, że w pisemnym uzasadnieniu wyroku nie znalazła się żadna wzmianka o wspominanym w niemieckich raportach cywilu, który miał jakoby wywołać nocną strzelaninę.
Z grupy mężczyzn Niemcy wybrali co drugą osobę. Osiemnastu wskazanych w ten sposób Polaków rozstrzelali następnie na podwórzu gospodarstwa Baślaka. Jedną z ofiar był 40-letni Józef Sadowski, który dobrowolnie oddał życie za swojego 70-letniego ojca. Po zakończeniu egzekucji Niemcy polecili pogrzebać zwłoki w masowym grobie za chlewem Baślaka. Ocaleli mieszkańcy Torzeńca musieli przez pewien czas stać przy drodze z podniesionymi rękoma, po czym zagnano ich na pobliską łąkę, gdzie przetrzymywano ich pod strażą aż do godzin popołudniowych. Po zwolnieniu część z nich schroniła się w pobliskim lesie. Z zeznań Ignacego Rybczaka wynika, że tego samego dnia Niemcy mieli również zamordować na jego podwórzu trzech polskich jeńców wojennych. Podniosło to liczbę ofiar pacyfikacji Torzeńca do 37 osób. Zamordowani żołnierze należeli najprawdopodobniej do jednostek Obrony Narodowej.
Niemal w tym samym czasie żołnierze 10 Dywizji Piechoty spacyfikowali także sąsiedni Wyszanów (2 września 1939). Od kul, płomieni oraz wrzucanych do piwnic granatów zginęły tam 22 osoby – w większości starcy, kobiety i dzieci. Zdolni do noszenia broni mężczyźni zostali dzień wcześniej wywiezieni do Rzeszy. Dwóch z nich zostało zamordowanych przez konwojentów, co podniosło łączną liczbę ofiar pacyfikacji do 24.

## Epilog
20 września 1939 ofiary pacyfikacji Wyszanowa i Torzeńca zostały ekshumowane i pogrzebane na cmentarzu w Wyszanowie. Po wojnie na miejscu kaźni w Torzeńcu wzniesiono pomnik z tablicą pamiątkową ku czci ofiar pacyfikacji.
W 1968 roku do Centrali Badań Zbrodni Narodowosocjalistycznych w Ludwigsburgu dotarł list napisany przez weterana Wehrmachtu, Ferdinanda D. Złożył on obciążające zeznania przeciwko dowódcy 41 pułku piechoty, pułkownikowi Gollwitzerowi (wówczas już generałowi w stanie spoczynku), informując między innymi, że „działania 41 pułku piechoty pod dowództwem pułkownika Gollwitzera (...) nie były niczym innym niż ludobójstwem. Mimo że w Polsce nie było jeszcze partyzantów, na odcinku od Kalisza do Warszawy nie ocalała prawie żadna wieś, gdyż Gollwitzer wywołał i podsycał w swoich żołnierzach psychozę na punkcie partyzantów”. 
Na skutek tego zeznania prokuratura w Ambergu wznowiła rozpoczęte cztery lata wcześniej postępowanie przeciw Gollwitzerowi. W toku śledztwa uznano, że wyrok śmierci wydany na 18 mieszkańców Torzeńca stanowił rażące naruszenie prawa międzynarodowego, gdyż wydano go z pominięciem wszystkich procedur formalnoprawnych (oskarżeni nie zostali wysłuchani, nie pozwolono im wygłosić ostatniego słowa, nie zapewniono im obrońców). W szczególności zwrócono uwagę na fakt, że Gollwitzer wydał wyrok jednoosobowo, podczas gdy zgodnie z obowiązującymi wówczas przepisami w skład sądu polowego powinno wejść trzech oficerów. De facto oznaczało to, że 18 Polaków nie zostało rozstrzelanych na podstawie wyroku sądowego, lecz na skutek arbitralnej decyzji pułkownika. Jednocześnie prokuratura uznała jednak, że Gollwitzerowi nie można udowodnić, iż pacyfikując Torzeniec kierował się „nienaturalną radością płynącą z niszczenia ludzkiego życia”. Zasadniczo zaakceptowano linię obrony podejrzanego, iż represje były usprawiedliwioną odpowiedzią na atak polskich partyzantów i uznano, że nie można mu udowodnić morderstwa. Niemieccy prokuratorzy doszli także do wniosku, że „nie ma potrzeby przeprowadzania kolejnych dochodzeń, zwłaszcza na miejscu przestępstwa, gdyż nie wniosłyby one do sprawy nic nowego”. W efekcie prowadzone przeciw Gollwitzerowi postępowanie zostało umorzone.